# Perry King

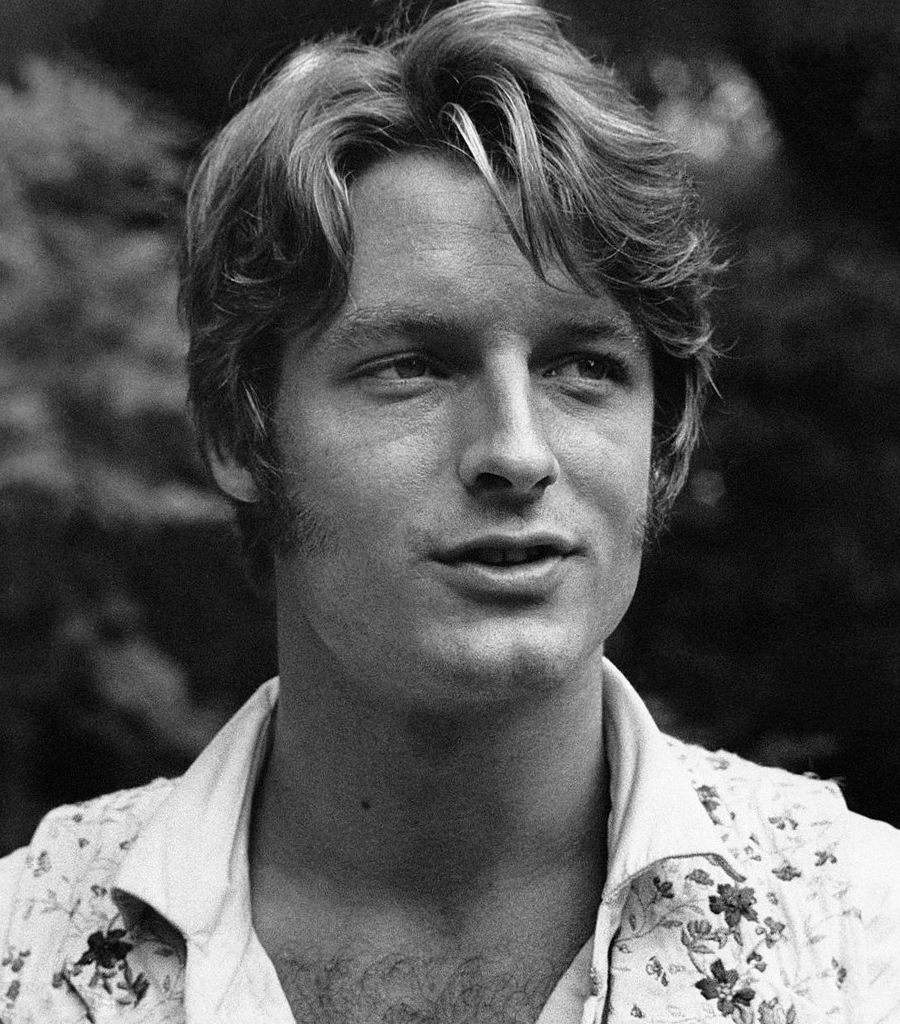
Perry King (1975)

Perry Firestone King (* 30. April 1948 in Alliance, Ohio) ist ein US-amerikanischer Schauspieler.

## Leben
King, Sohn eines Arztes, wurde in Alliance, Ohio geboren. Sein Großvater mütterlicherseits war Maxwell Perkins, ein bekannter Herausgeber für den Verlag Charles Scribner’s Sons. Weiter ist er weitläufig verwandt mit US-Senator William M. Evarts und Roger Sherman, einem der Unterzeichner der amerikanischen Unabhängigkeitserklärung.
Seit Anfang der 1970er-Jahre ist King im amerikanischen Filmgeschäft tätig. Seine bekannteste Rolle war die des Cody Allen in der Krimiserie Trio mit vier Fäusten von 1983 bis 1986. Zuvor war er durch Kinoauftritte, etwa in der Hauptrolle des idealistischen Musiklehrers Andrew Norris in dem Schul-Thriller Die Klasse von 1984, bekannt geworden. Er war auch im Fernsehfilm I’ll Take Manhattan aus dem Jahr 1987 zu sehen und spielte in der NBC-Serie Titans zusammen mit Yasmine Bleeth. 1995 verkörperte er die Rolle des Hayley Armstrong in der Serie Melrose Place. King hatte Gastauftritte in Fernsehserien wie Hawaii Fünf-Null, Chaos City, Will & Grace, Cold Case – Kein Opfer ist je vergessen und The Mentalist.
King hatte erfolglos für die Rolle des Han Solo im Film Star Wars von 1977 vorgesprochen. Allerdings übernahm er die Rolle des Han Solo in der Radiofassung von Star Wars und deren beiden Fortsetzungen. Er hatte auch einen Auftritt in Huell Howsers California’s Gold, wo er über seine Sammlung von Motorrädern und Seitenwagen sprach.
Im Jahr 2004 spielte King in dem Film The Day After Tomorrow die Rolle des US-Präsidenten. In der jüngeren Vergangenheit spielte er vor allem Gastrollen in Fernsehserien sowie Nebenrollen in kleineren Kinoproduktionen.

## Filmografie (Auswahl)
- 1972: Schlachthof 5 (Slaughterhouse-Five)
- 1974: Brooklyn Blues – Das Gesetz der Gosse (The Lords of Flatbush)
- 1975: Mandingo
- 1976: Eine Frau sieht rot (Lipstick)
- 1977: Die Chorknaben (The Choirboys)
- 1978: Beziehungsweise andersrum (A Different Story)
- 1982: Die Klasse von 1984 (Class of 1984)
- 1983–1986: Trio mit vier Fäusten (Riptide, Fernsehserie, 56 Folgen)
- 1988: Inferno auf Rampe 7 (Disaster at Silo 7)
- 1990: Stranger in the Mirror (Ein Fremder im Spiegel, Fernsehfilm)
- 1992: Alle meine Kinder (The Torkelsons/Almost Home, Fernsehserie, 13 Folgen)
- 1991: Switch – Die Frau im Manne (Switch)
- 1994: Der gute König (Good King Wenceslas)
- 1995: Outer Limits – Die unbekannte Dimension (The Outer Limits, Fernsehserie, Episode 1x20)
- 1999: Mord am Abgrund (Her Married Lover)
- 2004: The Day After Tomorrow
- 2010: Big Love (Fernsehserie, 3 Folgen)
- 2012: Hatfields and McCoys: Bad Blood
- 2018: The Divide